# Donald McKay (Schiff)
Die Donald McKay war ein Vollschiff (Vollrigger) mit drei Masten und 2598 BRT. Sie wurde 1855 von der Werft des berühmten Schiffbauers Donald McKay in East Boston für die Reederei Black Ball Line (Liverpool) als sogenannter Klipper gebaut (andere Quelle: James Baines & Co). Sie war mit um 82 m Länge zu dieser Zeit das zweitgrößte Schiff der Welt. Der Großmast überragte das Deck um 50 m. Auf der Jungfernfahrt erreichte sie 421 Seemeilen an einem Tag (Etmal).
1880 kaufte der Reeder Bertus Bartling aus Bremerhaven das Schiff. Zu dieser Zeit wurden von deutschen Reedern häufig „Amerikaner“ als Schiffe erworben. Sie wurde nun für den Petroleumtransport eingesetzt u. a. für den Bremer Ölimporteur Franz Ernst Schütte. Mit der Erfindung der Tankschiffe wurde die Donald McKay 1884 verkauft und diente als Kohlenschiff (Kohlehulk). Bei den Kap Verden verbrannte 1884 das Schiff.
Die Galionsfigur der Donald McKay ist im Mystic Seaport Museum ausgestellt.